# A dos Cunhados
A Freguesia de A dos Cunhados foi uma freguesia portuguesa do Município de Torres Vedras. Com sede na vila de A dos Cunhados, a freguesia que tinha 44,33 km² de área e 8 001 habitantes (2016), tendo, por isso, uma densidade populacional de 180,5 hab/km².
A freguesia foi extinta pela reorganização administrativa de 2013, sendo o seu território agregado ao da freguesia de Maceira para criar a União das Freguesias de A dos Cunhados e Maceira.

## População
| População da freguesia de A dos Cunhados | População da freguesia de A dos Cunhados | População da freguesia de A dos Cunhados | População da freguesia de A dos Cunhados | População da freguesia de A dos Cunhados | População da freguesia de A dos Cunhados | População da freguesia de A dos Cunhados | População da freguesia de A dos Cunhados | População da freguesia de A dos Cunhados | População da freguesia de A dos Cunhados | População da freguesia de A dos Cunhados | População da freguesia de A dos Cunhados | População da freguesia de A dos Cunhados | População da freguesia de A dos Cunhados | População da freguesia de A dos Cunhados | População da freguesia de A dos Cunhados |
| ---------------------------------------- | ---------------------------------------- | ---------------------------------------- | ---------------------------------------- | ---------------------------------------- | ---------------------------------------- | ---------------------------------------- | ---------------------------------------- | ---------------------------------------- | ---------------------------------------- | ---------------------------------------- | ---------------------------------------- | ---------------------------------------- | ---------------------------------------- | ---------------------------------------- | ---------------------------------------- |
| 1864                                     | 1878                                     | 1890                                     | 1900                                     | 1911                                     | 1920                                     | 1930                                     | 1940                                     | 1950                                     | 1960                                     | 1970                                     | 1981                                     | 1991                                     | 2001                                     | 2011                                     | 2016                                     |
| 1 294                                    | 1 587                                    | 2 050                                    | 2 306                                    | 2 862                                    | 3 380                                    | 3 953                                    | 4 720                                    | 5 254                                    | 6 121                                    | 5 995                                    | 7 032                                    | 7 895                                    | 6 936                                    | 8 459                                    | 8 001                                    |

Com lugares desta freguesia foi criada em 1997 a freguesia de Maceira (1.845 hb)

## Actividades económicas
As principais actividades económicas desta antiga freguesia são o comércio, a indústria, a agricultura e os serviços.

## Festas e romarias
- Padroeira Nossa Senhora da Luz (8 de Setembro) - A dos Cunhados
- Padroeiro São Sebastião (último domingo de Janeiro) - Sobreiro Curvo
- Padroeiro São José (1º domingo de Outubro) - Palhagueiras
- Padroeira Nossa Senhora de Fátima (2º Domingo de Maio) - Vale da Borra
- Padroeiro Santo Isidro (último domingo de Abril) - Paradas
- Padroeiro Santo Humberto (3º domingo de Julho) - Bombardeira ( já desistiu )
- Padroeiro Santo António (10 de Junho) - Boavista ( já desistiu )
- Padroeira Nossa Senhora da Graça (último domingo de Julho) - Póvoa de Penafirme
- Padroeira Imaculado Coração de Maria (terceiro domingo de Julho) - Valongo

## Gastronomia
As principais especialidades gastronómicas desta antiga freguesia são, segundo a ANAFRE, as seguintes: bacalhau à Jorge, broa doce, bolo de Ferradura, cozido de porco e o sarrabulho.

## Artesanato
Pintura em louça, trabalhos em cabedal e miniaturas em madeira.
Livro (A dos Cunhados|Itinerários da Memória) Editado pela Pró-Memória. Pode ser adquirido na Junta de Freguesia.

## Colectividades
As principais colectividades desta antiga freguesia são:
- «ASA - Associação de Socorros de A dos Cunhados»
- Associação de Iniciativas e Melhoramentos do Vale da Borra
- Associação Cultural e Etnológica A dos Cunhados
- Rancho Folclórico Flores do Oeste
- Escola de Música Sobreirense
- C.O.J.O.P.E. (Comissão de Jovens de Penafirme)
- Clube Cultural e Desportivo da Bombardeira
- Clube Desportivo Recreativo e Cultural da Boavista
- Grupo Desportivo de Palhagueiras
- Grupo de Amigos da Vila de A-dos-Cunhados
- «Clube Desportivo de A-dos-Cunhados»
- Grupo Desportivo Sobreirense
- Agrupamento 379 - A-dos-Cunhados (Corpo Nacional de Escutas)
- Grupo de Amigos de Valongo http://www.facebook.com/pages/Grupo-Amigos-Valongo/116452648367292?ref=ts
- Associação de Desenvolvimento das Paradas http://www.facebook.com/associacaodesenvolvimento.paradas?ref=ts
- Centro Social Paroquial de Nossa Senhora da Luz

## Feiras
As principais feiras existentes nesta antiga freguesia são: uma anual (10 de Setembro) e o mercado mensal (2.º domingo de cada mês).

## Património
- Duas grutas junto a Maceira, incluindo a Gruta ou Lapa da Rainha
- Ruínas do Convento de Penafirme ou Convento de Nossa Senhora da Graça de Penafirme, junto à foz da Ribeira do Sorraia
- Igreja Matriz de Nossa Senhora da Luz
- Azenha do Sr.Lino [Pró-Memória]